# Paján
Paján est une ville située en Équateur, dans la province de Manabí. Elle est la capitale du canton de Paján.
La population de la ville était de 6 060 habitants au recensement de 2001.